# Katerburg (gmina)
Katerburg – dawna gmina wiejska istniejąca w latach 1933–1939 w woj. wołyńskim (obecnie na Ukrainie). Siedzibą gminy był Katerburg.
Gminę Katerburg utworzono 1 października 1933 roku w województwie wołyńskim, w powiecie krzemienieckim, z obszaru zniesionych gmin Borki (wsie Cecyniówka, Folwarki Małe, Folwarki Duże, Kudłajówka, Katerburg, Nowosiółki, Podhajce, Rybcza, Stasziców, Tetylkowce, Temnohajce i Wilja oraz osada miejska Katerburg) i Borsuki (wsie Matwijowce, Piszczatyńce, Okniny Duże, Jankowce, Okniny Małe i Witosowo oraz futor Sniegorowszczyzna) oraz z części gminy Wiśniowiec (wsie Horynka, Kuszlin i Wola Rycerska).
Według stanu z dnia 4 stycznia 1936 roku gmina składała się z 25 gromad. Po wojnie obszar gminy Katerburg wszedł w struktury administracyjne Związku Radzieckiego.